# Jeu du dictateur
Le jeu du dictateur est une expérience en psychologie sociale et en économie. Il s'agit d'une variante du jeu de l'ultimatum.

## Principe du jeu
Une somme d'argent fixée, X, est à distribuer entre deux participants A et B. A doit proposer une répartition à B qui se doit de l'accepter. A a donc tous les pouvoirs sur la répartition et devrait chercher à maximiser la somme d'argent qu'il va recevoir.
(Dans le jeu de l'ultimatum classique, la répartition n'est effective que si B accepte l'offre de A.)

## Résultats
De manière contre-intuitive, on observe que la moitié seulement des participants n'offre rien à l'autre joueur, et qu'un quart partage la somme équitablement. Cette proportion augmente encore lorsque la condition d'anonymat est rompue ou affaiblie. Cette expérience montre donc qu'il y a une propension de l'homme à agir contre ses intérêts économiques de manière naturelle, et qu'elle est renforcée par la proximité, réelle ou théorique, de l'autre.
L'expérience montre aussi l'importance des normes et du concept de justice en économie.